# Хоффман, Элис
Элис Хоффман (англ. Alice Hoffman) — американская писательница, ставшая известной благодаря своему роману 1995 года «Практическая магия», который был адаптирован для одноимённого фильма 1998 года. Многие её работы написаны в жанре магического реализма и содержат элементы магии и иронии, нестандартные отношения и романы.

## Детство и обучение
Элис Хоффман родилась в Нью-Йорке 16 марта 1952 года и выросла в Лонг-Айленде, Нью-Йорк. После окончания школы в 1969 году поступила в университет Адельфи. Закончив его, она получила степень бакалавра искусств. Степень магистра искусств в творческом письме она получила в Стэнфордском университете. В настоящее время живёт в Бостоне. Её бабушка из России.

## Карьера
Свой первый роман «Во власти»(«Property Of») Хоффман написала в возрасте 21 года, когда училась в Стэнфорде. Её наставник, профессор и писатель Альберт Герар, и его жена, Маклин Бокок Герар, помогли ей опубликовать свой первый роман в журнале Fiction. Первую работу Хоффман получила в издательстве Doubleday, которое позже опубликовало два её романа. Всего она опубликовала 23 романа, 3 сборника рассказов и 8 книг для детей и подростков. Она также работала сценаристом и является автором сценария фильма 1983 года «День независимости», в котором участвовали Кэтлин Куинлан и Дайан Уист.

### Романы
- «Во власти» (1977)
- «Время утопленников» (1979)
- «Приземление Ангела» (1980)
- «Белые лошади» (1982)
- «Дитя фортуны» (1985)
- «Ночь огней» (1987)
- «На грани риска» (1988)
- «Седьмое небо» (1990)
- «Черепашья луна» (1992)
- «Вторая натура» (1994)
- «Практическая магия[англ.]» (1995)
- «Здесь на Земле» (1997)
- «Местные девушки» (1999)
- «Речной король» (2000)
- «Что было, что будет» (2003)
- «Дом чёрного дрозда» (2004)
- «Ледяная королева» (2005)
- «Признания на стеклянной крыше» (2007)
- «Третий Ангел» (2008)
- «Помеченная звёздами» (2009)
- «Красный сад» (2011)
- «Хранительницы голубей» (2011)
- «Карибский брак» (2017)

## Экранизация произведений
• День независимости (1983)
• Практическая магия (1998)
• Речной король (2004)
• Аквамарин (2006)
• Хранительницы голубей (2015)